# Phallusneid
Phallusneid ist eine Wortschöpfung, um den Begriff Penisneid in der Ödipuskomplex-Theorie Sigmund Freuds zu ersetzen. 
Phallus bezieht sich vielmehr auf ein Symbol als auf den anatomischen Penis. Damit sind in diesem Fall die Freiheiten, die Eltern männlich positionierten Kindern gewähren und die gesellschaftliche Vormachtstellung des Männlichen im Allgemeinen bezeichnet. Ein Mädchen schließt demnach nicht von dem „Fehlen“ eines Penis an sich auf die Mangelhaftigkeit ihres „Geschlechts“ (als Sozialkategorie), sondern unbewusst auf die Unterlegenheit ihres (biologischen) primären Geschlechtsmerkmals.

## Bedeutung im Konzept des Ödipuskomplexes
Die Ersetzung von Penisneid durch Phallusneid spielt überdies eine Rolle in der Theorie der Bildung des Über-Ich bei Frauen. Wie Freud in seiner Kastrationskomplex-Theorie darlegt, entsteht es durch die Kastrationsangst bei Jungen. Aus Unterlegenheit unter den Rivalen verinnerlichen diese ihre väterliche Bezugsperson. Die Ausprägung des Über-Ich bei Frauen ist allein durch die einfache Analogie von Kastrationsangst und Penisneid nicht ausreichend – wenn überhaupt – erklärt. Freud lehnte den Elektrakomplex, das analoge Konzept seines Schülers Carl Gustav Jung, ab.

## Geschichte
Das Konzept des Phallusneid wurde von feministischen Psychoanalytikerinnen entwickelt, um den Penisneid von seiner Zwangsläufigkeit zu befreien und stattdessen in einen gesellschaftlichen Kontext zu stellen, wodurch er veränderbar wäre. Den Einfluss des Patriarchats auf die Sozialisation von Kindern benannte Freud zwar auch, sah jedoch nicht die Veränderlichkeit der Gesellschaft und der sozialen Kategorien „Geschlecht“. Aus feministischer Sicht unterlag das Genie damit seiner Zeit. Durch die Erweiterung des Penisneid-Konzepts wird Freud von seinen Schülerinnen vor den weit verbreiteten, vermeintlich feministischen Ressentiments gegen die Psychoanalyse in Schutz genommen. Vorbehalte bringen zum Beispiel Jessica Benjamin und Dana Birksted-Breem hervor, was Verfechterinnen des Begriffs wie Ljiljana Radonić als psychischen Widerstands erklären. Seine Plausibilität bleibt bis heute umstritten.
Die Argumentation eines aus der Klassifizierung des männlichen Gegenstücks als Ursprung des Neides brachte dem Begriff wiederum den Vorwurf der Ideologisierung ein.